# Березняки (муниципальный округ Егорьевск)
Березняки́ — деревня в муниципальном округе Егорьевск Московской области России.

## География
Деревня Березняки расположена в юго-западной части муниципального округа Егорьевск, примерно в 21 километре к югу от города Егорьевск. В 500 метрах к западу от деревни протекает река Раменка. Высота над уровнем моря 131 метр.

## Название
Название происходит от термина березник, березняк — «берёзовый лес».

## История
До отмены крепостного права в России крестьяне деревни относились к разряду государственных крестьян, в 1844 году они выкупили землю у государства. После 1861 года деревня вошла в состав Раменской волости Егорьевского уезда.
В 1926 году деревня входила в Раменский сельсовет Раменской волости Егорьевского уезда.
До 1994 года Березняки входили в состав Раменского сельсовета Егорьевского района, а в 1994—2006 годы — Раменского сельского округа.
До 2015 года входила в состав сельского поселения Раменское.
В 2015 году вошла в состав городского округа Егорьевск, образованного в том же году путем упразднения Егорьевского района и объединения всех его поселений в единый городской округ.

## Демография
В 1885 году в деревне проживало 234 человека, в 1905 году — 304 человека (151 мужчина, 153 женщины), в 1926 году — 142 человека (68 мужчин, 74 женщины). По переписи 2002 года — 14 человек (7 мужчин, 7 женщин). Население — 10 человек (2010).
| 1859 | 1868 | 1885 | 1905 | 1926 | 2002 | 2006 |
| ---- | ---- | ---- | ---- | ---- | ---- | ---- |
| 169  | ↘159 | ↗234 | ↗304 | ↘142 | ↘14  | ↘9   |
| 2010 |      |      |      |      |      |      |
| ↗10  |      |      |      |      |      |      |